# 湖北省豫剧团
湖北省豫剧团位于湖北省襄阳市襄州区解放路艺苑巷8号，剧团成立于1959年，1994年被命名为湖北省豫剧团。剧团创作的大型现代豫剧《山野秀才》曾荣获楚天文华大奖、屈原奖、优秀艺术奖等多项奖项。剧团目前有演员70余人。

## 参看
- 豫剧团列表